# BRP Nueva Vizcaya
Le BRP Nueva Vizcaya (SARV-3502) est un patrouilleur de la Garde côtière philippine (PCG) de la classe Ilocos Norte.

## Historique
Les navires de la classe Ilocos Norte sont longs de 35 mètres et tout en aluminium. Ils ont été conçus par Tenix Shipbuilding en Australie, et sont basés sur le patrouilleur de classe Pacifique de la même société,. Le préfixe « SARV » dans leur numéro de coque signifie « Search And Rescue Vessel » (en français : navire de recherche et sauvetage). Ces navires sont conçus pour une intervention rapide en cas d’urgence, la récupération des survivants et la coordination des opérations de sauvetage. Les quatre navires de la classe (dont le BRP Nueva Vizcaya) ont été livrés à la Garde côtière philippine en décembre 2001.
Le BRP Nueva Vizcaya a été mis en service le 8 août 2003.
Le 24 décembre 2009, le BRP Nueva Vizcaya ainsi que le BRP Pampanga (SARV-003) et le MT Tug Habaga (TB-271) ont été déployés à Cavite pour effectuer des opérations de recherche et de sauvetage lorsque le MV Catalyn B, un navire motorisé à coque en bois, a heurté le bateau de pêche FV Anatalia et a coulé à 2,8 milles marins au nord-ouest de l’île Limbones.
En juin 2013, le BRP Nueva Vizcaya a repéré le navire chinois MV Ming Yu Wan ancré dans les eaux protégées de Malapascua et l’a intercepté. Le capitaine du navire chinois a affirmé qu’ils avaient dû jeter leur ancre après que le navire ait rencontré des problèmes, mais aucun navire n’est autorisé à jeter l’ancre dans les eaux protégées de Malapascua. Le personnel de la Garde côtière philippine, du bureau des douanes, du bureau de l’immigration et du bureau de la quarantaine a lancé une enquête sur cet incident maritime impliquant des pêcheurs chinois.
En juillet 2015, la Garde côtière philippine (PCG) a alloué un budget de 14,5 millions de pesos philippins pour la mise en cale sèche et des réparations structurelles sur le BRP Nueva Vizcaya.
Le 12 septembre 2015, un incendie s’est déclaré sur le porte-conteneurs MV Cape Moreton, immatriculé sous pavillon des Îles Marshall, alors que le navire était amarré au terminal international de conteneurs  (MICT) de Manille à Tondo. Une vingtaine de camions de pompiers du Bureau de protection contre les incendies (BFP) et deux navires dotés de capacités de lutte contre les incendies, le BRP San Juan (SARV-001) et le BRP Nueva Vizcaya, ont été envoyés sur les lieux pour aider à éteindre l’incendie.
En septembre 2021, un bateau de pêche, le FV St. Peter the Fisherman II, a coulé entre l’île de Tanguingui au nord de Cebu et les îles Gigantes à Iloilo, en raison de vents forts et de grosses vagues. Il transportait 34 pêcheurs. Un navire jumeau du navire coulé, le FV Old Man and the Sea, a réussi à sauver 25 des 34 pêcheurs en détresse et les a ramenés au port de commerce de la ville de Cadiz, barangay de Bangkerohan, Negros occidental. Neuf autres pêcheurs étaient toujours portés disparus. La Garde côtière philippine dans les Visayas occidentales a immédiatement déployé le BRP Nueva Vizcaya et le navire MCS-3010, du Bureau des pêches et des ressources aquatiques, pour mener des opérations de recherche et de sauvetage.

## Commandants
- Leopoldo V. Laroya[8]
- William Masinloc Melad[9]
- Captain Rommel A Supangan[10].